# Honey Don't
"Honey Don't" é uma canção composta por Carl Perkins e lançada no lado B de "Blue Suede Shoes". Foi gravada pela banda britânica The Beatles e lançada no álbum Beatles for Sale, de 1964.